# DFS Classic 2000 - Doppio - Qualificazioni doppio
Le qualificazioni del doppio del DFS Classic 2000 sono state un torneo di tennis preliminare per accedere alla fase finale della manifestazione. I vincitori dell'ultimo turno sono entrati di diritto nel tabellone principale. In caso di ritiro di uno o più giocatori aventi diritto a questi sono subentrati i lucky loser, ossia i giocatori che hanno perso nell'ultimo turno ma che avevano una classifica più alta rispetto agli altri partecipanti che avevano comunque perso nel turno finale.

## Teste di serie
Mirjana Lučić /  Nadia Petrova (ultimo turno)

## Tabellone qualificazioni

### Legenda
| - Q = Qualificato - WC = Wild card - LL = Lucky loser | - ALT = Alternate - SE = Special Exempt - PR = Protected Ranking | - w/o = Walkover - r = Ritirato - d = Squalificato |

|  | 1º turno                       | 1º turno                            | 1º turno |  |  | 2º turno                       | 2º turno                       | 2º turno                       |                                |   | 3º turno                    | 3º turno                    | 3º turno | 3º turno | 3º turno |  |
|  |                                |                                     |          |  |  |                                |                                |                                |                                |   |                             |                             |          |          |          |  |
|  | 1                              | Mirjana Lučić Nadia Petrova         | 8        |  |  |                                |                                |                                |                                |   |                             |                             |          |          |          |  |
|  |                                | Rossana de los Ríos Renata Kolbovic | 5        |  |  | Mirjana Lučić Nadia Petrova    | Mirjana Lučić Nadia Petrova    | 8                              |                                |   |                             |                             |          |          |          |  |
|  | Lucie Ahl Hannah Collin        | Lucie Ahl Hannah Collin             | 8        |  |  | Lucie Ahl Hannah Collin        | Lucie Ahl Hannah Collin        | 1                              |                                |   |                             |                             |          |          |          |  |
|  | Karen Cross Joanne Ward        | Karen Cross Joanne Ward             | 6        |  |  |                                |                                |                                |                                |   | Mirjana Lučić Nadia Petrova | Mirjana Lučić Nadia Petrova | 4        | 6        | 3        |  |
|  | Eva Dyrberg Daniela Hantuchová | Eva Dyrberg Daniela Hantuchová      | 910      |  |  |                                |                                | Eva Dyrberg Daniela Hantuchová | Eva Dyrberg Daniela Hantuchová | 6 | 2                           | 6                           |          |          |          |  |
|  | Anne Kremer Tat'jana Panova    | Anne Kremer Tat'jana Panova         | 8        |  |  | Eva Dyrberg Daniela Hantuchová | Eva Dyrberg Daniela Hantuchová | 9                              |                                |   |                             |                             |          |          |          |  |
|  |                                | Evie Dominikovic Amanda Grahame     | 86       |  |  | Jana Kandarr Holly Parkinson   | Jana Kandarr Holly Parkinson   | 7                              |                                |   |                             |                             |          |          |          |  |
|  | 2                              | Jana Kandarr Holly Parkinson        | 98       |  |  |                                |                                |                                |                                |   |                             |                             |          |          |          |  |